# Osel
Die Familie Osel entstammt einem alten vornehmen Bürgergeschlecht, welches seinen Stammsitz ehemals im schlesischen Jauer’schen Fürstentum hatte. Osel ist wohl mit dem Geschlechtern "Baruth, Anlock" eines Stammes, dem Wappen nach zu schließen, und waren dieselben in dem Fürstentum Oels begütert. Urkundlich kommen die Geschlechter schon 1292 vor.
Das Geschlecht hat sich früher „Assel“, „Ossel“ und zuletzt „Osel“ geschrieben. Die Form „Ossel“ war schon im 13. Jahrhundert in Verwendung. Das ursprüngliche Wappen zeigt im Schild einen Ochsen.

## Wappen
Das Wappen der Familie Osel befindet sich in dem Wappenbuch bürgerlicher und adeliger Geschlechter, 1. Band, Seite 125.
Wappen: Schild im Gold ein rechtsgehender schwarzer Ochse.
Kleinod: Auf dem Helm die Schildesfigur wachsend.
Decken: Schwarz zu Gold.
Bedeutung: Der Ochse ist das Symbol der Stärke und Dienstbarkeit, er ist das uralte Opfertier der Griechen und Römer, dieser besonders für ihren Kriegsgott Mars, wenn sie durch Kriegslist den Sieg erlangt hatten. Gold bezeichnet die Trefflichkeit. Der Wappen in diesem Metall mit der Deutung des Verstandes, Ansehens, der Tugend und Hoheit. Schwarz versinnbildet die Traurigkeit, Demut und Ergebenheit, weil von Licht, Glanz und Freude am meisten entfernt.

## Mitglieder der Familie
- Hans Osel (1907–1996), deutscher Bildhauer; Sohn von Heinrich Osel
- Heinrich Osel (1863–1919), bayerischer Politiker (BVP)